# Seattle Seahawks 2012
La stagione 2012 dei Seattle Seahawks è stata la 37ª della franchigia nella National Football League, l'undicesima giocata nel CenturyLink Field (precedentemente conosciuto come Qwest Field) e la terza con come capo-allenatore Pete Carroll. La squadra terminò con un record di 11 vittorie e 5 sconfitte, la prima stagione con un record positivo dal 2007, concludendo al secondo posto nella NFC West e qualificandosi al primo turno di playoff come quinta nel tabellone della NFC. Nei playoff i Seahawks superarono nel primo turno i Washington Redskins grazie alla prima vittoria in trasferta per la franchigia nella post-season dalla stagione 1983, venendo eliminati la settimana successiva dagli Atlanta Falcons.

## Scelte nel Draft 2012
| Giro | Selezione | Giocatore      | Ruolo | College            |
| ---- | --------- | -------------- | ----- | ------------------ |
| 1    | 15*       | Bruce Irvin    | DE    | West Virginia      |
| 2    | 47**      | Bobby Wagner   | LB    | Utah State         |
| 3    | 75        | Russell Wilson | QB    | Wisconsin          |
| 4    | 106       | Robert Turbin  | RB    | Utah State         |
| 4    | 114*      | Jaye Howard    | DT    | Florida            |
| 5*** | 154**     | Korey Toomer   | LB    | Idaho              |
| 6    | 172*      | Jeremy Lane    | CB    | Northwestern State |
| 6    | 181       | Winston Guy    | S     | Kentucky           |
| 7    | 225****   | J.R. Sweezy    | DE    | N.C. State         |
| 7    | 232**     | Greg Scruggs   | DE    | Louisville         |

Note: 
*ottenuta dai Philadelphia Eagles
**ottenuta dai New York Jets
***ottenuta dai Baltimore Ravens
****ottenuta dagli Oakland Raiders

## Movimenti di mercato
Il 12 febbraio 2012 i Seahawks prolungarono il contratto dell'offensive tackle Breno Giacomini. Il 4 marzo, il running back Marshawn Lynch rifirmò con i Seahawks un contratto di quattro anni del valore di 31 milioni di dollari, di cui 18 garantiti.
Il 7 marzo 2012, Marcus Trufant fu svincolato dai Seahawks ma il 9 aprile venne rifirmato con un contratto annuale.
Il 14 marzo i Seahawks rifirmarono il defensive end Red Bryant e il linebacker Heath Farwell. Il 16 marzo il quarterback di riserva Charlie Whitehurst si accordò con i San Diego Chargers.
Il 18 marzo, insieme al prolungamento del contratto di Lynch, avvenne il più grande movimento di mercato annuale della franchigia di Seattle, la quale si aggiudicò l'ambito quarterback free agent Matt Flynn, ex riserva di Aaron Rodgers nei Green Bay Packers, soffiandolo ai Miami Dolphins e offrendogli un contratto di tre anni del valore di 26 milioni di dollari, di cui 10 garantiti.
Il 22 maggio, Seattle operò uno scambio di mercato coi Tampa Bay Buccaneers acquisendo il tight end Kellen Winslow in cambio di una scelta condizionata del draft 2013 (una scelta del sesto o del settimo giro).
Il 26 luglio, la franchigia acquisì il wide receiver Antonio Bryant, fermo da due stagioni dopo aver giocato nel 2009 coi Tampa Bay Buccaneers e la pre-stagione del 2010 con i Cincinnati Bengals.
Il 6 agosto i Seahawks firmarono il wide receiver veterano Terrell Owens, lontano dai campi della NFL da due anni, con un contratto annuale del valore di 900.000 dollari. Owens passò dallo storico numero 81, indossato a Seattle da Golden Tate, al numero 84
Il 21 agosto 2012, Barrett Ruud fu scambiato dai Seahawks con i New Orleans Saints in cambio di una futura scelta del draft non comunicata.
Il 27 agosto i Seahawks svincolarono Terrell Owens, Alex Barron e Deuce Lutui per rientrare nei 75 uomini consentiti per il roster.

## Cambio delle uniformi

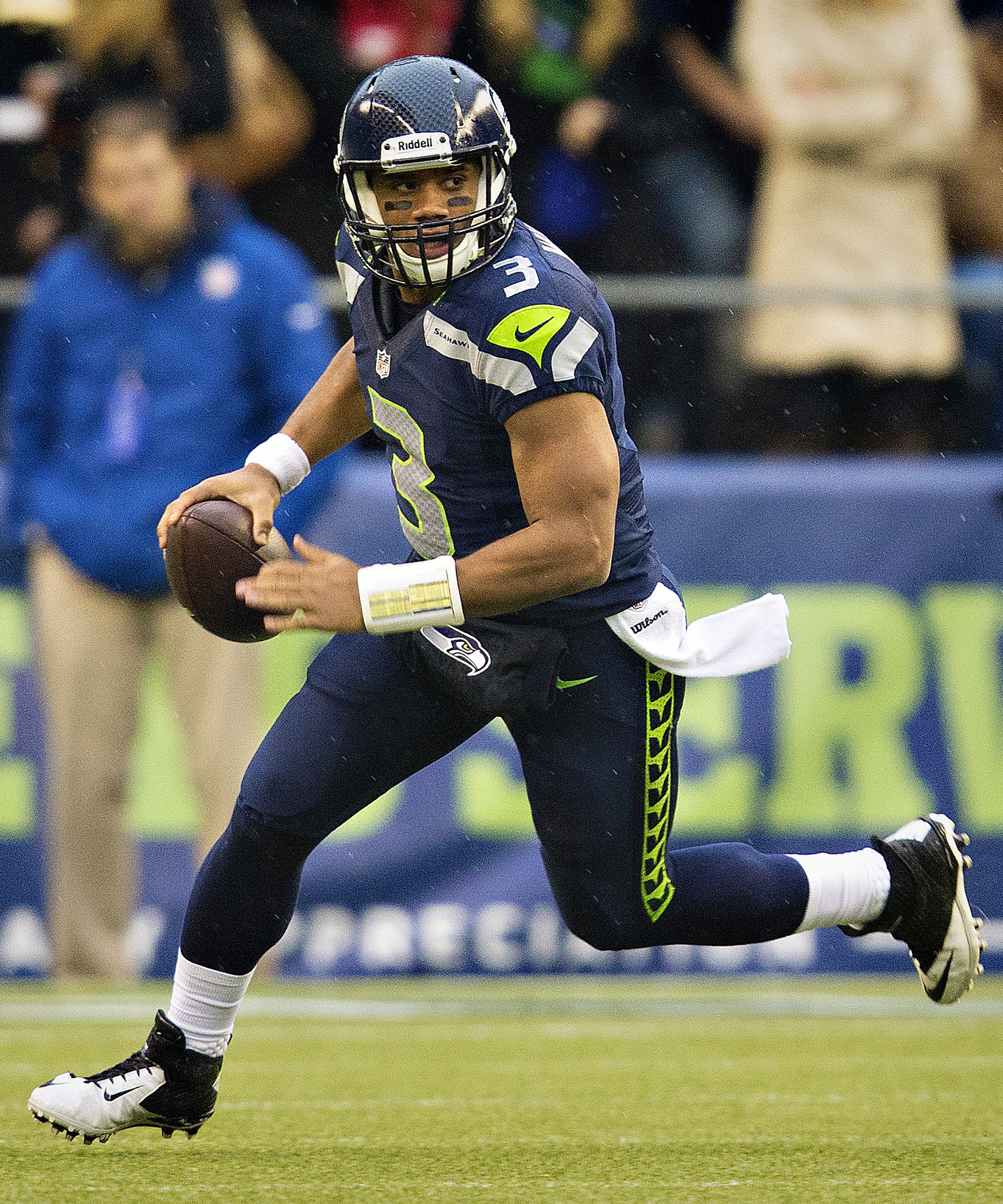
Russell Wilson con la nuova uniforme casalinga dei Seahawks

Il 3 aprile 2012, dopo dieci anni di partnership con Reebok, le franchigie NFL presentarono le nuove uniformi da gioco firmate Nike. Al contrario di tutte le altre 31 squadre della lega, quelle di Seattle subirono cambiamenti sostanziali. I nuovi colori sociali della squadra diventarono il blu definito "college navy", il verde definito "action green" ed il grigio definito "wolf grey". Tali colori rappresentavano l'acqua per il blu, il verde i paesaggi ed il grigio delle catene montuose secondo il designer di Nike Todd Van Horne. Tra gli attributi introdotti nella nuova uniforme di Seattle una serie di 12 fregi sui pantaloncini rappresentanti il 12th man, il dodicesimo uomo in campo, in onore dei tifosi dei Seahawks e la scomparsa del logo con la testa di falco sulle maniche, sostituito dal logo di Nike da entrambi i lati, novità questa criticata  dai tifosi.

## Staff
| Staff dei Seattle Seahawks nella stagione 2012 |
| --- |
| Organi dirigenziali - Chairman: Paul G. Allen - Presidente: Peter McLoughlin - General Manager: John Schneider Capo allenatore - Pete Carroll Altri allenatori - Assistente capo allenatore/Offensive Line: Tom Cable - Coordinatore dello sviluppo della forza e della condizione: Chris Carlisle - Assistente dello sviluppo della forza e della condizione: Mondray Gee e Jamie Yanchar Allenatori dell'attacco - Coordinatore dell'attacco: Darrell Bevell - Qualità e controllo dell'attacco: Keith Carter - Quarterback: Carl Smith - Running Back: Sherman Smith - Wide Receiver: Kippy Brown - Tight End: Pat McPherson - Assistente della Offensive Line: Pat Ruel Allenatori della difesa - Coordinatore della difesa: Gus Bradley - Qualità e controllo della difesa: Robert Saleh - Defensive Line: Kenechi Udeze - Linebacker: Ken Norton Jr. - Secondary: Kris Richard - Assistente Secondary: Rocky Seto Allenatori dello special team - Coordinatore dello Special Team: Marquand Manuel - Assistente del coordinatore dello Special Team: John Glenn |

## Roster
| Roster dei Seattle Seahawks nella stagione 2012 |
| --- |
| Quarterback - 15 Matt Flynn - 3 Russell Wilson Running Back - 30 Kregg Lumpkin - 24 Marshawn Lynch - 26 Michael Robinson RB/FB - 22 Robert Turbin TB - 33 Leon Washington Wide Receiver - 15 Doug Baldwin - 14 Charly Martin - 11 Jermaine Kearse - 18 Sidney Rice - 81 Golden Tate Tight End - 85 Anthony McCoy - 84 Sean McGrath - 86 Zach Miller Offensive Linemen - 77 James Carpenter G/T - 68 Breno Giacomini T - 61 Lemuel Jeanpierre C/G - 67 Paul McQuistan G - 74 John Moffitt G - 76 Russell Okung T - 65 Frank Omiyale G/T - 64 J.R. Sweezy G - 60 Max Unger C Defensive Linemen - 99 Alan Branch DT - 79 Red Bryant DT - 97 Patrick Chukwurah DE - 51 Jaye Howard DT - 51 Bruce Irvin DE - 90 Jason Jones DT - 69 Clinton McDonald DT/DE - 92 Brandon Mebane DT - 98 Greg Scruggs DT Linebacker - 55 Heath Farwell OLB - 56 Leroy Hill OLB - 48 Mike Morgan MLB - 53 Malcolm Smith OLB - 54 Bobby Wagner - 50 K.J. Wright OLB Defensive Back - 39 Brandon Browner CB - 31 Kam Chancellor SS - 27 Winston Guy SS - 32 Jeron Johnson SS - 1 Jeremy Lane CB - 42 Chris Maragos FS - 41 Byron Maxwell CB - 25 Richard Sherman CB - 29 Earl Thomas FS - 23 Marcus Trufant CB Special Team - 49 Clint Gresham LS - 4 Steven Hauschka K - 9 Jon Ryan P Lista delle riserve - 77 James Carpenter G/T (NF-Ill.) - 91 Chris Clemons DE (IR) - 58 Dexter Davis DE (IR) - 4 Steven Hauschka K (IR) - 90 Jason Jones DT (IR) - 14 Charly Martin WR (IR) - 88 Cameron Morrah TE (IR) - 87 Benjamin Obomanu WR (IR) - 28 Walter Thurmond CB (IR) - -- Stephen Williams WR Squadra di allenamento - 13 Phil Bates WR - 40 Derrick Coleman RB - 30 Chandler Fenner CB/FS - -- Cooper Helfet TE - 43 Kyle Knox OLB - 36 Ron Parker CB - 59 Korey Toomer MLB (Practice squad/Injured) - -- Myles Wade DT - 19 Bryan Walters WR 53 attivi, 10 inattivi, 9 nella squadra di allenamento, 0 free agent |
| Legenda - I rookie sono in corsivo. - Il primo ruolo è il principale mentre gli eventuali successivi indicano i ruoli secondari. - (IR) sta per Injured Reserve ed indica la lista ristretta per un solo giocatore infortunato che può tornare ad allenarsi dopo la settimana 6 e a rientrare in prima squadra dopo che questa ha giocato 8 partite. - (NF-Inj.) / (NF-Ill.) stanno rispettivamente per Non-Football Injured e Non-Football Illness ed indicano le liste dove viene inserito un giocatore che ha un infortunio o una malattia non dipendente dal football americano. - (PUP) sta per Physically Unable to Perform ed indica la lista dove viene inserito un giocatore mentre è in attesa di recuperare la condizione fisica. Nella stagione regolare dopo la sesta partita giocata dalla propria squadra, il giocatore ha tempo tre settimane per riprendere ad allenarsi, più tre settimane aggiuntive dal suo rientro agli allenamenti per rientrare in prima squadra. |

## Partite

### Prestagione
Il calendario della prestagione fu annunciato il 12 aprile 2012
| Turno | Data      | Ora       | Avversario         | Risultato | Risultato | Stadio                              | TV        | Tabellino |
| Turno | Data      | Ora       | Avversario         | Punteggio | Record    | Stadio                              | TV        | Tabellino |
| ----- | --------- | --------- | ------------------ | --------- | --------- | ----------------------------------- | --------- | --------- |
| 1     | 11 agosto | 19.00 PDT | Tennessee Titans   | V 27–17   | 1–0       | CenturyLink Field                   | NFLN/KCPQ | Recap     |
| 2     | 18 agosto | 18.00 PDT | Denver Broncos     | V 30–10   | 2–0       | Sports Authority Field at Mile High | KCPQ      | Recap     |
| 3     | 24 agosto | 17.00 PDT | Kansas City Chiefs | V 44–14   | 3–0       | Arrowhead Stadium                   | KCPQ      | Recap     |
| 4     | 30 agosto | 19.00 PDT | Oakland Raiders    | V 21–3    | 4–0       | CenturyLink Field                   | KCPQ      | Recap     |

### Stagione regolare
| Turno | Data           | Avversario      | Avversario            | Risultato      | Risultato      | Stadio                        | TV             | Tabellino      |
| Turno | Data           | Avversario      | Avversario            | Punteggio      | Record         | Stadio                        | TV             | Tabellino      |
| ----- | -------------- | --------------- | --------------------- | -------------- | -------------- | ----------------------------- | -------------- | -------------- |
| 1     | 9 settembre    | 13:15 PDT       | @ Arizona Cardinals   | S 16–20        | 0–1            | University of Phoenix Stadium | Fox            | Recap          |
| 2     | 16 settembre   | 13.05 PDT       | Dallas Cowboys        | V 27–7         | 1–1            | CenturyLink Field             | Fox            | Recap          |
| 3     | 24 settembre   | 17:30 p.m. PDT  | Green Bay Packers     | V 14–12        | 2–1            | CenturyLink Field             | ESPN           | Recap          |
| 4     | 30 settembre   | 10:00 a.m. PDT  | @ St. Louis Rams      | S 13–16        | 2–2            | Edward Jones Dome             | Fox            | Recap          |
| 5     | 7 ottobre      | 1:05 p.m. PDT   | @ Carolina Panthers   | V 16–12        | 3–2            | Bank of America Stadium       | Fox            | Recap          |
| 6     | 14 ottobre     | 1:05 p.m. PDT   | New England Patriots  | V 24–23        | 4–2            | CenturyLink Field             | CBS            | Recap          |
| 7     | 18 ottobre     | 5:20 p.m. PDT   | @ San Francisco 49ers | S 24–23        | 4–3            | Candlestick Park              | NFLN           | Recap          |
| 8     | 28 ottobre     | 10:00 a.m. PDT  | @ Detroit Lions       | S 24–28        | 4–4            | Ford Field                    | Fox            | Recap          |
| 9     | 4 novembre     | 1:05 p.m. PST   | Minnesota Vikings     | V 30–20        | 5–4            | CenturyLink Field             | Fox            | Recap          |
| 10    | 11 novembre    | 1:05 p.m. PST   | New York Jets         | V 28–7         | 6–4            | CenturyLink Field             | CBS            | Recap          |
| 11    | Turno di pausa | Turno di pausa  | Turno di pausa        | Turno di pausa | Turno di pausa | Turno di pausa                | Turno di pausa | Turno di pausa |
| 12    | 25 novembre    | 10:00 a.m.      | @ Miami Dolphins      | S 21–24        | 6–5            | Sun Life Stadium              | Fox            | Recap          |
| 13    | 2 dicembre     | 10:00 a.m. PST  | @ Chicago Bears       | V 23–17 (DTS)  | 7–5            | Soldier Field                 | Fox            | Recap          |
| 14    | 9 dicembre     | 1:25 p.m. PST   | Arizona Cardinals     | V 58–0         | 8–5            | CenturyLink Field             | Fox            | Recap          |
| 15    | 16 dicembre    | 1:05 p.m. PST * | @ Buffalo Bills       | V 50–17        | 9–5            | Rogers Centre (Toronto)       | Fox            | Recap          |
| 16    | 23 dicembre    | 5:20 p.m. PST   | San Francisco 49ers   | V 42–13        | 10–5           | CenturyLink Field             | NBC            | Recap          |
| 17    | 30 dicembre    | 1:15 p.m. PST   | St. Louis Rams        | V 20–13        | 11–5           | CenturyLink Field             | Fox            | Recap          |

LEGENDA:
Grassetto indica avversari della division.
     Indica che i Seahawks hanno giocato in trasferta coi Bills a Toronto.
PTD = Pacific Time Zone

### Playoff
| Turno      | Data            | Ora       | Avversario (seed)         | Risultato | Risultato | Stadio       | TV  | Tabellino |
| Turno      | Data            | Ora       | Avversario (seed)         | Punteggio | Record    | Stadio       | TV  | Tabellino |
| ---------- | --------------- | --------- | ------------------------- | --------- | --------- | ------------ | --- | --------- |
| Wild Card  | 6 gennaio 2013  | 13.30 PST | @ Washington Redskins (4) | V 24–14   | 1–0       | FedExField   | Fox | Recap     |
| Divisional | 13 gennaio 2013 | 10.00 PST | @ Atlanta Falcons (1)     | S 28–30   | 1-1       | Georgia Dome | Fox | Recap     |

## Classifiche
| NFC West               | NFC West | NFC West | NFC West | NFC West | NFC West | NFC West | NFC West | NFC West | NFC West |
| NFC West 2012          | V        | S        | P        | %        | DIV      | CONF     | PF       | PS       | STR      |
| ---------------------- | -------- | -------- | -------- | -------- | -------- | -------- | -------- | -------- | -------- |
| San Francisco 49ers(2) | 11       | 4        | 1        | .719     | 3–2–1    | 7–4–1    | 397      | 273      | V1       |
| Seattle Seahawks(5)    | 11       | 5        | 0        | .688     | 3–3      | 8–4      | 412      | 245      | V5       |
| St. Louis Rams         | 7        | 8        | 1        | .469     | 4–1–1    | 6–5–1    | 299      | 348      | P1       |
| Arizona Cardinals      | 5        | 11       | 0        | .313     | 1–5      | 3-9      | 250      | 357      | P2       |

## Leader della squadra
| Leader della squadra   |                         |       |
| Categoria              | Giocatore               | N.    |
| Yard passate           | Russell Wilson          | 3.188 |
| Touchdown passati      | Russell Wilson          | 26    |
| Yard corse             | Marshawn Lynch          | 1.590 |
| Touchdown su corsa     | Marshawn Lynch          | 11    |
| Ricezioni              | Sidney Rice             | 50    |
| Yard ricevute          | Sidney Rice             | 748   |
| Touchdown su ricezione | Sidney Rice Golden Tate | 7     |
| Sack                   | Chris Clemons           | 11,5  |
| Intercetti             | Richard Sherman         | 8     |